# Cabra bermeya
La cabra bermeya, cabra bermeja o cabra rubia es una raza caprina española originaria de Asturias.
Su nombre hace referencia al colos rojo bermellón de su capa, que también es conocida entre los ganaderos como "Cabra Rubia". No se dispone de antecedentes filogénicos de esta población. Sin embargo, algunos signos, como el tipo de cuernos, hacen pensar que el representante ancestral de la raza bermeya es la Capra aegagrus. El Catálogo Oficial de Razas de Ganado de España la considera dentro del Grupo de Razas Caprinas Autóctonas en Peligro de Extinción.
Para evitar la desaparición de la raza y fomentar su uso entre los ganaderos asturianos se creó en 1998 la «Asociación de Criadores de Cabra Bermeya» (ACRIBER).

## Morfología
Cabeza de buenas proporciones, triangular y perfil subconcavo. Los machos presentan perilla. Cuello largo y firme con frecuente presencia de mamellas. Tronco mediolíneo, tórax profundo, costillar amplio y bien arqueado, y vientre bien desarrollado. Miembros fuertes y secos. Mama mediana y bien implantada con los pezones de tamaño medio dirigidos hacia delante y hacia fuera. Grupa larga e inclinada. Cola corta y levantada. Animales eumétricos, de gran belleza y vivacidad.
Capa uniforme de color rojo encendido, con distintas intensidades. Los cabritos nacen de color acastañado para tomar una capa uniforme de color rojo encendido, con variaciones que van desde el amarillo rojizo al rojo acastañado. Hay ejemplares que pueden presentar un listón más oscuro, hasta el caoba, en la línea dorso-lumbar. Nunca presentan pelos negros en el tercio posterior del tronco ni en la grupa, ni pelos de color blanco. El pelo suele ser corto y fino con ejemplares, más frecuentemente machos, que presentan pelos largos y de coloración degradada a lo largo de la línea dorso-lumbar, muslos y piernas y, menos frecuentemente, en la espalda y el antebrazo.Hocico sonrosado y sin manchas.
Cuernos dirigidos de adelante a atrás y de arriba abajo, fuertes, de sección triangular, y abiertos en la parte final. Se aceptan hembras con los cuernos dirigidos hacia arriba y hacia fuera cuando inician una curvatura hacia abajo.